# Maxera pallidula
Maxera pallidula là một loài bướm đêm trong họ Noctuidae.